# Горица (Черниговская область)
Горица (укр. Гориця) — село в Менском районе Черниговской области Украины. Население 106 человек. Занимает площадь 0,91 км².
Код КОАТУУ: 7423086302. Почтовый индекс: 15660. Телефонный код: +380 4644.

## Власть
Орган местного самоуправления — Локнистенский сельский совет. Почтовый адрес: 15660, Черниговская обл., Менский р-н, с. Локнистое, ул. Ленина, 2.

## География
Село стоит на правом берегу Десны.  

## Топоним
По названию селу названо озеро Горицкая Старица, расположенное в 2,5 км от села на левом берегу Десны